# گئورگ لیبش
گئورگ لیبش (آلمانی: Georg Liebsch؛ ۵ آوریل ۱۹۱۱ – ۱۰ نوامبر ۱۹۹۸) وزنه‌بردار اهل آلمان بود.
وی در مسابقات کشوری و بین‌المللی در مجموع برندهٔ ۲ مدال طلا شده‌است.